# Juan Antonio Díaz de Arce

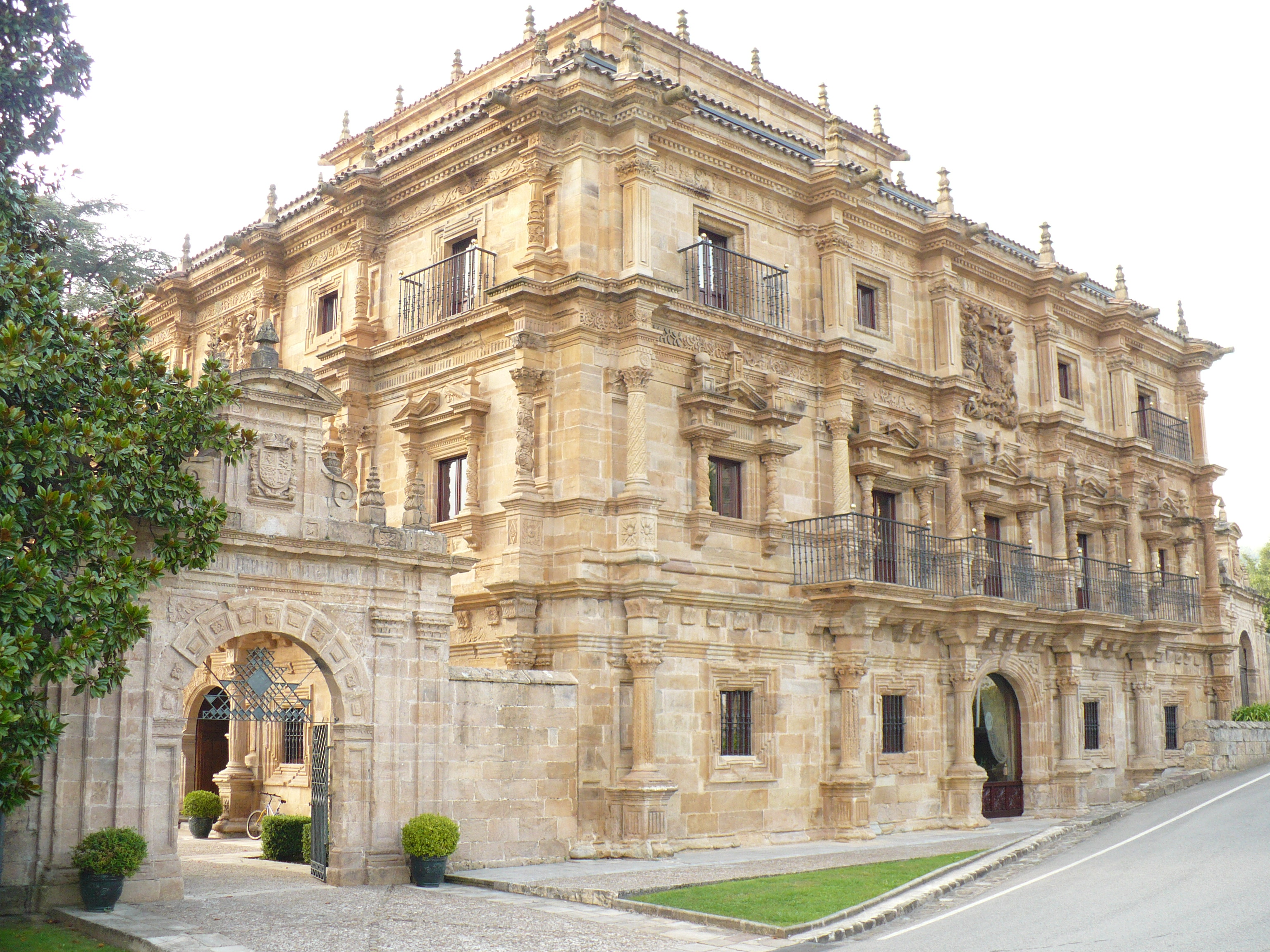
Palacio de Soñanes en Villacarriedo, cuya construcción promovió Juan Antonio Díaz de Arce.

Juan Antonio Díaz de Arce y Pérez del Camino (Villacarriedo, 10 de mayo de 1665 - ibídem, 30 de marzo de 1736) fue un diplomático español durante el reinado de Felipe V e impulsor del palacio de Soñanes de su localidad natal.

## Biografía

Juan Antonio Díaz de Arce y Pérez del Camino era caballero de la Orden de Santiago.

Juan Antonio Díaz de Arce nació en 1665 en el municipio cántabro de Villacarriedo, fue hijo del capitán Domingo Díaz de Arce y de María Santos Pérez de Camino.
Tuvo una dilatada carrera diplomática bajo el reinado de Felipe V, a quien sirvió en Nápoles, en Roma como agente y procurador general, durante la Guerra de Sucesión Española; en el Reino de Aragón como Intendente general, superintendente general del ejército de Aragón y corregidor de Zaragoza; y en otros variados lugares y cargos hasta su muerte en 1736.
También fue caballero de Santiago y miembro del Consejo de Su Majestad.
Contrajo matrimonio con María Juana Sáenz de Trueba, natural de Villacarriedo y nacida el 24 de mayo de 1697, con la que tuvo a Juan Gabriel Díaz de Arce (n. 18 de marzo de 1720).
Juan Antonio Díaz de Arce era primo de Antonio Gutiérrez de la Huerta (1680-1736) que legó su fortuna a la construcción del Colegio de PP. Escolapios de Villacarriedo, Díaz de Arce colaboró con 5000 pesos de a ocho reales de plata para la construcción del colegio.